# Terrance Drew
Terrance Michael Drew (San Cristóbal-Nieves-Anguila, 22 de noviembre de 1976) es un médico y político sancristobalense y actual primer ministro de San Cristóbal y Nieves, habiendo sido elegido miembro de la Asamblea Nacional tras las elecciones generales del 5 de agosto de 2022.
Se graduó del Clarence Fitzroy Bryant College en 1996. A la edad de diecinueve años, era maestro de medio tiempo en la Basseterre High School. En 1998 viajó a Cuba para estudiar medicina y se graduó en la Universidad de Ciencias Médicas de Villa Clara en Santa Clara. Luego, Drew regresó a su país para trabajar como médico general. Más tarde fue a Texas para estudiar medicina interna y se graduó del Centro de Ciencias de la Salud de la Universidad Tecnológica de Texas en 2013.